# Tobias Forge
Tobias Jens Forge (Linköping, 3 marzo 1981) è un cantante, musicista e paroliere svedese, leader della band rock mascherata Ghost.
In precedenza era noto con gli pseudonimi Papa Emeritus e Cardinal Copia. La sua vera identità è stata confermata solo nel 2017, a seguito di una causa intentata dagli ex membri della band in merito ad una disputa sui diritti d'autore. Prima del successo con i Ghost, Forge ha militato in diverse altre band, tra cui Repugnant e Crashdïet, con il nome di Mary Goore.

## Superior, Repugnant, Crashdïet e Onkel Kånkel
Forge è stato un membro della band Superior con il nome d'arte Leviathan nel 1996. Inoltre, Forge ha fatto parte della band death metal Repugnant, di Stoccolma, con il nome d'arte Mary Goore. I Repugnant hanno registrato un unico album in studio Epitome of Darkness nel 2002, ma è rimasto inedito fino al 2006, in quanto la band si è sciolta nel 2004. Tra il 2000 e il 2002, Forge è stato anche chitarrista della band glam metal Crashdïet con il nome di Mary Goore. Ad un certo punto ha anche suonato la chitarra per la band punk rock Onkel Kånkel. I Repugnant si sono riuniti in occasione del festival Hell's Pleasure nel 2010.

## Subvision e Magna Carta Cartel
Dal 2002 al 2008, Forge è stato cantante e chitarrista della band pop rock Subvision. Nel gruppo militavano anche i futuri membri dei Ghost, Martin Persner e Gustaf Lindström, alla chitarra e al basso rispettivamente. Hanno pubblicato due EP e un album, So Far So Noir del 2006, prima di sciogliersi.
Forge, Persner e Simon Söderberg, un altro futuro membro dei Ghost, furono anche membri della band alternative rock Magna Carta Cartel (o MCC) dal 2006 al 2010. Il progetto venne sospeso quando tutti e tre iniziarono a concentrarsi sui Ghost. Dopo aver lasciato Ghost nel luglio 2016, Persner ha riformato i Magna Carta Cartel.

## Ghost

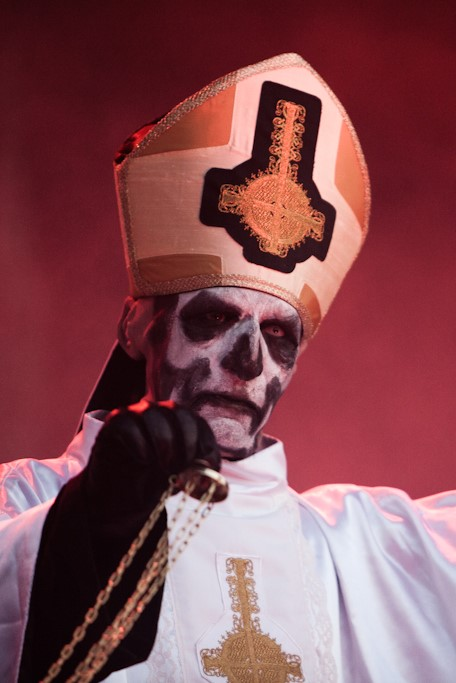
Forge nei panni di Papa Emeritus I

Forge è stato il principale autore e leader della band heavy metal Ghost dal 2006, un progetto e un ruolo che ha contribuito a un aumento significativo della sua fama e popolarità. Durante le esibizioni dal vivo con la band, si esibisce nei panni dei suoi alter-ego, Papa Emeritus, un demone anti-papa, e Cardinal Copia. Peter Hällje, ex compagno di band di Martin Persner, affermò di aver disegnato il personaggio di Papa Emeritus nel 2005, prima della formazione dei Ghost. Hällje non si è mai esibito come Papa Emeritus e ha concordato con Persner di lasciargli usare il personaggio per la sua nuova band.
Durante un concerto a Linköping, in Svezia, nel 2012, Papa Emeritus è stato sostituito da un presunto nuovo cantante, Papa Emeritus II (che in realtà era Forge in un altro costume). Il secondo album della band, Infestissumam, è stato pubblicato nel 2013. A causa di una disputa legale sul nome della band, furono costretti a pubblicare l'album come Ghost BC, negli Stati Uniti. Per questo album e per il successivo EP If You Have Ghost (2013), Forge si è esibito come Papa Emeritus II. Nel 2015, in concomitanza con l'uscita di Meliora, è stato presentato Papa Emeritus III che ha sostituito Papa Emeritus II. Papa Emeritus III è stato a sua volta sostituito alla fine del tour Popestar 2016-2017 dei Ghost (trascinato fisicamente fuori dal palco alla fine dello spettacolo finale), e un nuovo personaggio, Papa Nihil, è stato presentato subito dopo. Per il quarto album della band, Prequelle del 2018, Forge ha adottato un ulteriore alter-ego: Cardinal Copia.
Il cardinale verrà poi nominato Papa Emeritus IV al termine del tour del 2020, in concomitanza con la morte del precedente "pontefice".
Nonostante l'anonimato sia una delle caratteristiche più distintive dei Ghost, l'identità di Forge come Papa Emeritus è stata rivelata a seguito di una causa nell'aprile 2017 intentata da ex membri di Ghost per una disputa sui diritti d'autore. Hanno anche affermato che Forge stava tentando di trasformare i Ghost «da una band, ad un progetto solista, con musicisti assunti, in maniera subdola e spudorata». Forge ha negato ciò, affermando che i Ghost «erano sempre una specie di... una sorta di band ispirata ai Bathory, in cui c'erano persone che suonavano dal vivo, e le persone che suonavano dal vivo non dovevano essere necessariamente le stesse che suonavano nei dischi». Forge ha inoltre affermato che non vi era «alcun contratto formale» tra lui e gli altri membri; hanno semplicemente percepito uno stipendio per esibirsi e portare avanti l'immagine della band.
A seguito dell’uscita del sesto album dei Ghost, Skeletá, Forge cambia di nuovo identità sulla scena, lasciando spazio a Papa V Perpetua.

## Altri gruppi
Forge, nel ruolo di Papa Emeritus III, appare come ospite nella versione in vinile di House of Doom dei Candlemass. Come Cardinal Copia si è unito ai membri di Candlemass, Vargas e Lagola per un'esibizione dal vivo di Enter Sandman davanti al re Carlo XVI Gustavo di Svezia e alla regina Silvia di Svezia durante la cerimonia del 14 giugno 2018 in onore dei Metallica con il Premio Polar Music. Cardinal Copia fa anche un'apparizione in primo piano nella canzone I'm Not Afraid dall'album A Million Degrees degli Emigrate del novembre 2018.

## Vita privata
Forge è sposato con Boel, da cui ha avuto due gemelli. Suo fratello Sebastian, che aveva tredici anni più di lui, ebbe una grande influenza su Tobias e gli fece conoscere cinema e musica come Siouxsie and the Banshees, Kim Wilde, Rainbow, Kiss e Mötley Crüe in giovane età. Sebastian morì per una malattia cardiaca il 2 marzo 2010, lo stesso giorno in cui i Ghost pubblicarono online il loro primo demo.
Forge affermò che da adolescente «si gettò tra le braccia di Satana». Tra i motivi che lo portarono a questa scelta, ha citato una matrigna severa, l'alienazione che ha provato a casa sua e un insegnante di religione ancora più severo.
Forge non si definisce ateo, ma fortemente critico verso un sistema spesso di matrice cristiana che si oppone all'individualità e che contraddice il messaggio originale di amore universale.
Forge è membro dell'Ordine Svedese dei Massoni.

## Discografia

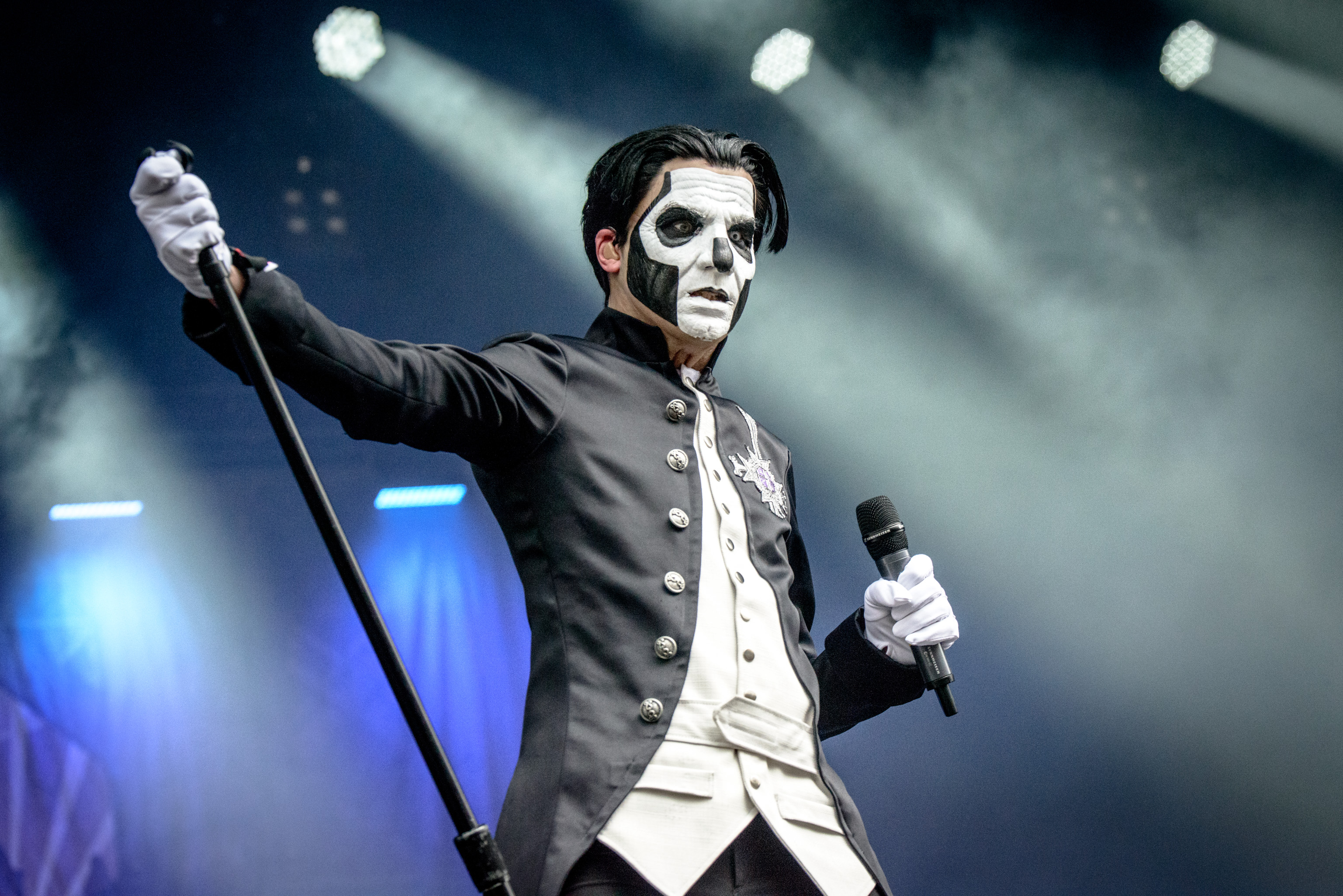
Forge si esibisce come Papa Emeritus III nel 2016.

### Con i Ghost
- 2010 – Opus Eponymous
- 2013 – Infestissumam
- 2013 – If You Have Ghost (EP)
- 2015 – Meliora
- 2016 – Popestar (EP)
- 2017 – Ceremony and Devotion (album dal vivo)
- 2018 – Prequelle
- 2019 – Seven Inches of Satanic Panic (EP)
- 2022 – Impera
- 2023 – Phantomime (EP)
- 2025 – Skeletá

### Con i Superior
(con lo pseudonimo Leviathan)
- 1996 – Metamorphis - Demo I '96 (demo) (voce)
- 1997 – Illustrare Ad Infernalii (demo) (basso e chitarra)

### Con i Repugnant
(con lo pseudonimo Mary Goore)
- 1999 – Spawn of Pure Malevolence (demo) (voce e chitarra)
- 1999 – Hecatomb (EP) (voce e chitarra)
- 2001 – Draped in Cerecloth (demo) (voce e chitarra)
- 2002 – Dunkel besatthet (split con i Pentacle) (voce e chitarra)
- 2003 – Live in Stockholm 21.03.2003 (split con i Kaamos) (voce e chitarra)
- 2004 – Premature Burial (EP) (voce e chitarra)
- 2006 – Epitome of Darkness (voce e chitarra)

### Con i Subvision
- 2003 – Brilliant Music For Stupid People (demo) (voce)
- 2003 – The Killing Floor (EP) (voce, chitarra ritmica e solista)
- 2003 – Pearls For Pigsnawps (EP autoprodotto) (voce, chitarra ritmica e solista)
- 2006 – So Far So Noir (voce e chitarra)

### Con i Magna Carta Cartel
- 2008 – Valiant Visions Dawn (EP) (basso e chitarra)
- 2009 – Goodmorning Restrained (basso e chitarra)

### Solista
- 2008 – Passiflora (autoprodotto)

### Collaborazioni
- 2002 – Scurvy – Tombstone Tales/Second Ejaculation (cori nel brano Det Är Nu Det Är Dags Att Kröka!!)
- 2018 – Candlemass – House of Doom (singolo) (voce nel brano House of Doom (9 Min Ultra Doom Version) con lo pseudonimo "Papa Emeritus III")
- 2018 – Emigrate – A Million Degrees (voce nel brano I'm Not Afraid con lo pseudonimo "Cardinal Copia")
- 2021 – Me And That Man – New Man, New Songs, Same Shit. Vol.2 (voce nel brano Under The Spell con lo pseudonimo "Mary Goore")